# Lega C 2020 (football americano)
La Lega C 2020 avrebbe dovuto essere la 15ª edizione del campionato svizzero di football americano di terzo livello, organizzato dalla SAFV. Al termine della stagione regolare le prime due squadre classificate giocheranno la finale di lega.
Il 15 marzo la SAFV ha annullato tutte le competizioni a seguito della pandemia di COVID-19 del 2019-2021.
In sostituzione del campionato è stato organizzato un torneo autunnale denominato "Herbst Cup" diviso in due: un torneo per le squadre di Lega Nazionale A e Lega B e un torneo per le squadre di Lega C. Le Herbst Cup non definiscono campioni nazionali.

## Squadre partecipanti
| Club                  | Città               | Stadio | Sponsor ufficiale | Risultato nella stagione 2019 |
| --------------------- | ------------------- | ------ | ----------------- | ----------------------------- |
| Fribourg Cardinals    | Friburgo            |        |                   | Sesto posto in Lega C         |
| Langenthal Invaders   | Langenthal          |        |                   |                               |
| Midland Bouncers      | Zugo                |        |                   | Quinto posto in Lega C        |
| Monthey Rhinos        | Monthey             |        |                   | Finale NSFL                   |
| Morges Bandits        | Morges              |        |                   | Terzo posto in Lega C         |
| Neuchâtel Knights     | Neuchâtel           |        |                   | Settimo posto in Lega C       |
| Riviera Saints        | Vevey               |        |                   | Campioni NSFL                 |
| Schaffhausen Sharks   | Sciaffusa           |        |                   | Quarto posto in Lega C        |
| Solothurn Ducks       | Soletta             |        |                   |                               |
| Zurich State Spartans | Wangen-Brüttisellen |        |                   |                               |

## Stagione regolare

### Calendario

#### 1ª giornata
| 22 marzo 2020, ore 14:00 | Fribourg Cardinals | – | Riviera Saints |  |

| Morges 22 marzo 2020, ore 14:00 | Morges Bandits | – | Zurich State Spartans | Parc des Sports |

| 22 marzo 2020, ore 14:00 | Neuchâtel Knights | – | Monthey Rhinos |  |

| Neuhausen am Rheinfall 22 marzo 2020, ore 14:00 | Schaffhausen Sharks | – | Langenthal Invaders | Stadion Langriet |

#### 2ª giornata
| 29 marzo 2020, ore 14:00 | Fribourg Cardinals | – | Zurich State Spartans |  |

| Zugo 29 marzo 2020 | Midland Bouncers | – | Schaffhausen Sharks | Riedmatt |

| Morges 29 marzo 2020, ore 14:00 | Morges Bandits | – | Riviera Saints | Parc des Sports |

| 29 marzo 2020, ore 14:00 | Neuchâtel Knights | – | Langenthal Invaders |  |

| 29 marzo 2020, ore 14:00 | Solothurn Ducks | – | Monthey Rhinos |  |

#### 3ª giornata
| 5 aprile 2020, ore 14:00 | Langenthal Invaders | – | Solothurn Ducks |  |

| Zugo 5 aprile 2020, ore 14:00 | Midland Bouncers | – | Fribourg Cardinals | Riedmatt |

| Montreux 5 aprile 2020, ore 14:00 | Riviera Saints | – | Neuchâtel Knights | Stadium Saussaz |

| Neuhausen am Rheinfall 5 aprile 2020, ore 14:00 | Schaffhausen Sharks | – | Morges Bandits | Stadion Langriet |

#### 4ª giornata
| Montreux 11 aprile 2020, ore 18:00 | Riviera Saints | – | Schaffhausen Sharks | Stadium Saussaz |

#### 5ª giornata - Rivalry Week 1
| 19 aprile 2020, ore 14:00 | Fribourg Cardinals | – | Morges Bandits |  |

| 19 aprile 2020, ore 14:00 | Langenthal Invaders | – | Midland Bouncers |  |

| Monthey 19 aprile 2020, ore 14:00 | Monthey Rhinos | – | Riviera Saints | Stade des Vernays |

| 19 aprile 2020, ore 14:00 | Solothurn Ducks | – | Neuchâtel Knights |  |

| Wangen-Brüttisellen 19 aprile 2020, ore 14:00 | Zurich State Spartans | – | Schaffhausen Sharks | Sportanlage Dürrbach |

#### 6ª giornata
| 26 aprile 2020, ore 14:00 | Langenthal Invaders | – | Zurich State Spartans |  |

| Monthey 26 aprile 2020, ore 14:00 | Monthey Rhinos | – | Midland Bouncers | Stade des Vernays |

| Neuhausen am Rheinfall 26 aprile 2020, ore 14:00 | Schaffhausen Sharks | – | Fribourg Cardinals | Stadion Langriet |

| 26 aprile 2020, ore 14:00 | Solothurn Ducks | – | Morges Bandits |  |

#### 7ª giornata
| 2 maggio 2020, ore 18:00 | Riviera Saints | – | Solothurn Ducks |  |

| Neuhausen am Rheinfall 2 maggio 2020, ore 18:00 | Schaffhausen Sharks | – | Neuchâtel Knights | Stadion Langriet |

| Morges 3 maggio 2020, ore 14:00 | Morges Bandits | – | Midland Bouncers | Parc des Sports |

| Wangen-Brüttisellen 3 maggio 2020, ore 14:00 | Zurich State Spartans | – | Monthey Rhinos | Sportanlage Dürrbach |

#### 8ª giornata
| Zugo 10 maggio 2020, ore 14:00 | Midland Bouncers | – | Solothurn Ducks | Riedmatt |

| Monthey 10 maggio 2020, ore 14:00 | Monthey Rhinos | – | Morges Bandits | Stade des Vernays |

| 10 maggio 2020, ore 14:00 | Neuchâtel Knights | – | Fribourg Cardinals |  |

| Wangen-Brüttisellen 10 maggio 2020, ore 14:00 | Zurich State Spartans | – | Riviera Saints | Sportanlage Dürrbach |

#### 9ª giornata
| 16 maggio 2020, ore 18:00 | Langenthal Invaders | – | Morges Bandits |  |

| Zugo 17 maggio 2020, ore 14:00 | Midland Bouncers | – | Riviera Saints | Riedmatt |

| Monthey 17 maggio 2020, ore 14:00 | Monthey Rhinos | – | Fribourg Cardinals | Stade des Vernays |

| 17 maggio 2020, ore 14:00 | Solothurn Ducks | – | Schaffhausen Sharks |  |

#### 10ª giornata
| Montreux 23 maggio 2020, ore 18:00 | Riviera Saints | – | Langenthal Invaders | Stadium Saussaz |

| 24 maggio 2020, ore 14:00 | Fribourg Cardinals | – | Solothurn Ducks |  |

| Monthey 24 maggio 2020, ore 14:00 | Monthey Rhinos | – | Schaffhausen Sharks | Stade des Vernays |

| Morges 24 maggio 2020, ore 14:00 | Morges Bandits | – | Neuchâtel Knights | Parc des Sports |

| Wangen-Brüttisellen 24 maggio 2020, ore 14:00 | Zurich State Spartans | – | Midland Bouncers | Sportanlage Dürrbach |

#### 11ª giornata
| 31 maggio 2020, ore 14:00 | Fribourg Cardinals | – | Langenthal Invaders |  |

| Wangen-Brüttisellen 31 maggio 2020, ore 14:00 | Zurich State Spartans | – | Neuchâtel Knights | Sportanlage Dürrbach |

#### 12ª giornata
| 7 giugno 2020, ore 14:00 | Langenthal Invaders | – | Monthey Rhinos |  |

| 7 giugno 2020, ore 14:00 | Neuchâtel Knights | – | Midland Bouncers |  |

| 7 giugno 2020, ore 14:00 | Solothurn Ducks | – | Zurich State Spartans |  |

#### 13ª giornata - Rivalry Week 2
| Montreux 13 giugno 2020, ore 14:00 | Riviera Saints | – | Monthey Rhinos | Stadium Saussaz |

| Neuhausen am Rheinfall 13 giugno 2020, ore 14:00 | Schaffhausen Sharks | – | Zurich State Spartans | Stadion Langriet |

| Zugo 14 giugno 2020, ore 14:00 | Midland Bouncers | – | Langenthal Invaders | Riedmatt |

| Morges 14 giugno 2020, ore 14:00 | Morges Bandits | – | Fribourg Cardinals | Parc des Sports |

| 14 giugno 2020, ore 14:00 | Neuchâtel Knights | – | Solothurn Ducks |  |

### Classifiche
Le classifiche della regular season sono le seguenti:
- PCT = percentuale di vittorie, G = partite giocate, V = partite vinte, P = partite perse, PF = punti fatti, PS = punti subiti

| Pos. | Squadra               | PCT  | G | V | P | PF | PS |
| ---- | --------------------- | ---- | - | - | - | -- | -- |
| 1    | Fribourg Cardinals    | .000 | 0 | 0 | 0 | 0  | 0  |
| 2    | Langenthal Invaders   | .000 | 0 | 0 | 0 | 0  | 0  |
| 3    | Midland Bouncers      | .000 | 0 | 0 | 0 | 0  | 0  |
| 4    | Monthey Rhinos        | .000 | 0 | 0 | 0 | 0  | 0  |
| 5    | Morges Bandits        | .000 | 0 | 0 | 0 | 0  | 0  |
| 6    | Neuchâtel Knights     | .000 | 0 | 0 | 0 | 0  | 0  |
| 7    | Riviera Saints        | .000 | 0 | 0 | 0 | 0  | 0  |
| 8    | Schaffhausen Sharks   | .000 | 0 | 0 | 0 | 0  | 0  |
| 9    | Solothurn Ducks       | .000 | 0 | 0 | 0 | 0  | 0  |
| 10   | Zurich State Spartans | .000 | 0 | 0 | 0 | 0  | 0  |

## Playoff

### Quarti di finale
| 2020 | TBD | – | TBD |  |

| 2020 | TBD | – | TBD |  |

### Semifinali
| 2020 | TBD | – | TBD |  |

### Finale
| 2020 | TBD | – | TBD |  |